# Huang Hai-tai

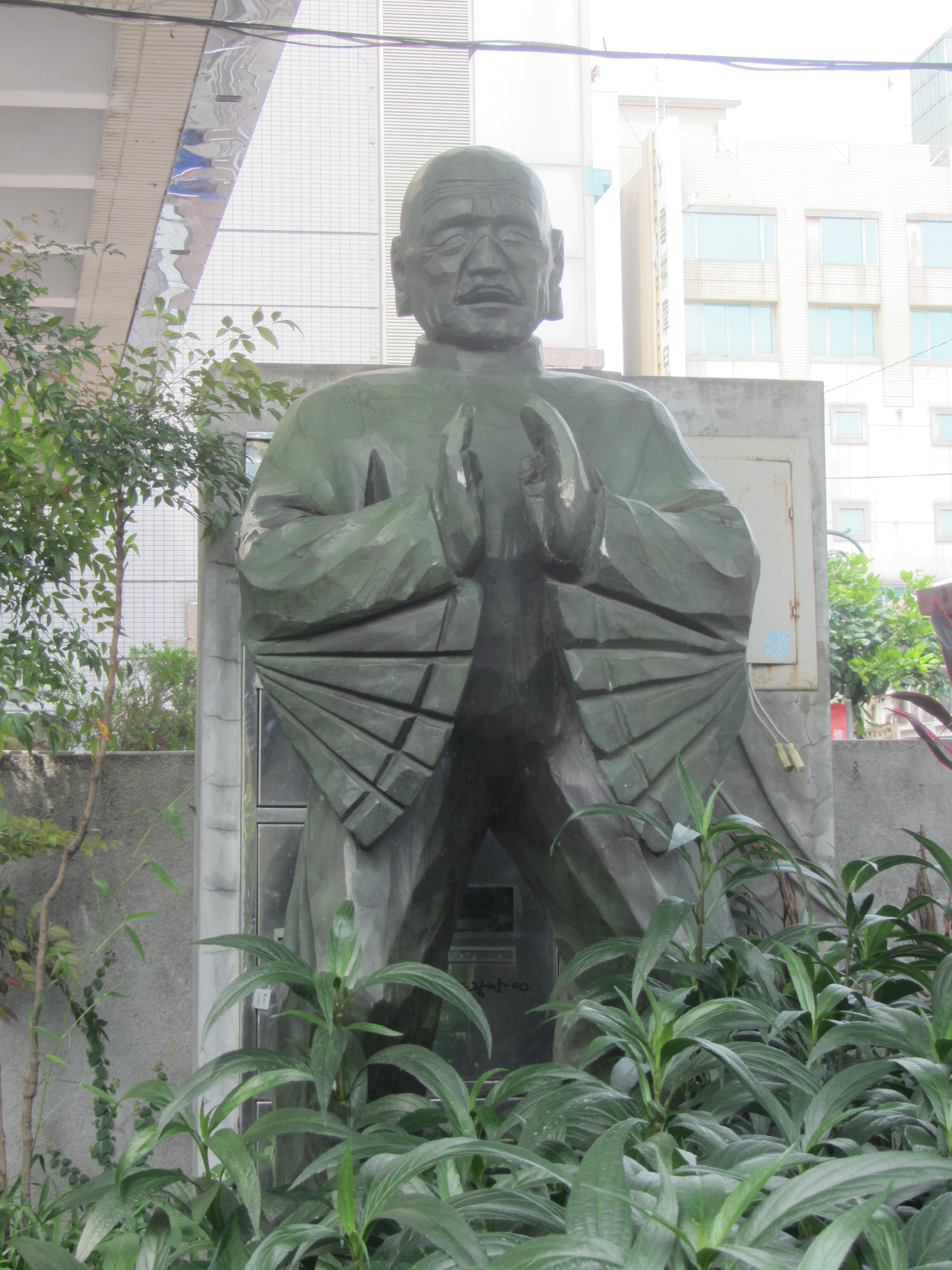
Rzeźba Huan Hai-taia w jego mieście rodzinnym w Tajwanie.

Huang Hai-tai (chiń. trad. 黃海岱; pinyin Huáng Hǎidài; ur. 2 stycznia 1901 w Houzhuang, powiat Yunlin, zm. 11 lutego 2007), tajwański artysta ludowy, wykonawca i twórca przedstawień tradycyjnego chińskiego teatru pacynkowego pò·-tē-hì.
Sztuki teatru pacynkowego uczył się od ojca, od 15. roku życia biorąc udział w jego przedstawieniach. W 1931 założył z braćmi własną grupę artystyczną. Przedstawienia cieszyły się dużą popularnością, ale działalność braci przerwał wybuch wojny chińsko-japońskiej i związane z tym ograniczenia imprez masowych na wyspie przez władze japońskie. Do 1942 członkowie zespołu musieli wrócić do pracy na roli, następnie zezwolono ich zespołowi (jako jednemu z pięciu na całej wyspie) na występy, pod warunkiem, że tematyka będzie zgodna z japońską polityką i w języku japońskim. Podobnie jak inny znany artysta teatru pacynkowego Lee Tian-lu, Huang organizował w tym okresie potajemne przedstawienia w stylu chińskim. Jeden z jego braci poniósł śmierć z rąk żołnierzy japońskich. W 1945, po przejęciu władzy na Tajwanie przez Kuomintang, Huang mógł powrócić oficjalnie do działalności artystycznej. W 1948 i 1951 jego dwaj synowie założyli niezależne zespoły. Wszystkie trupy, po wprowadzeniu zakazu zgromadzeń publicznych po Incydencie 28 lutego 1949 występowały we wnętrzach.
Huang Hai-tai był zarówno wykonawcą przedstawień, jak i autorem wielu scenariuszy. Tematyka przedstawień obejmowała historię Chin, bohaterami byli zazwyczaj dawni wojownicy, a artysta potrafił za pomocą pacynek zainscenizować bitwę z udziałem wielu walczących. Przedstawienia wyróżniały się literackim językiem, Huang był również wykonawcą muzyki, z wykorzystaniem tradycyjnych chińskich instrumentów (odtwarzał także partie wokalne). Do dalszej popularyzacji jego pracy artystycznej przyczyniła się działalność syna, Huang Chun-hsiunga (chiń. trad. 黃俊雄), który zaadaptował tradycyjny teatr pacynkowy dla potrzeb telewizji. W latach 1970. przez pewien czas przedstawienia nie ukazywały się w telewizji ze względu na używany w nich dialekt tajwański, co pozostawało w konflikcie z polityką nacjonalistycznego rządu, który nakazywał używanie dialektu mandaryńskiego, dla podkreślenia swojej legitymacji władzy wobec całych Chin.
Huang prezentował przedstawienia również poza Tajwanem, m.in. w 1993 w USA i dwa lata później we Francji. Otrzymał szereg wyróżnień, m.in. Narodową Nagrodę Sztuki Ludowej (1998) i tytuł doktora honoris causa Narodowego Uniwersytetu Sztuk w Tajpej (2005). Z tą uczelnią był wcześniej związany jako wykładowca. W uznaniu jego dorobku artystycznego i zasług, które uczyniły z okręgu Yunlin centrum chińskiej sztuki ludowej na Tajwanie, 2 stycznia 2007 - dzień jego urodzin - proklamowano w Yunlin świętem teatru pacynkowego. Huang zmarł miesiąc później w wieku 106 lat. Hołd zmarłemu złożył m.in. prezydent Tajwanu Chen Shui-bian. 
Był żonaty, miał dwanaścioro dzieci (w tym ośmiu synów). Dzieci i wnuki kontynuują jego działalność artystyczną, poszerzając tradycyjne przedstawienia o nowe, współczesne elementy.